# Драґо (воєвода)
 Драґо — князь Мармарощини (1365 - після 1395), граф Секеї (1387-1390). Син Господаря Молдавії Саса.

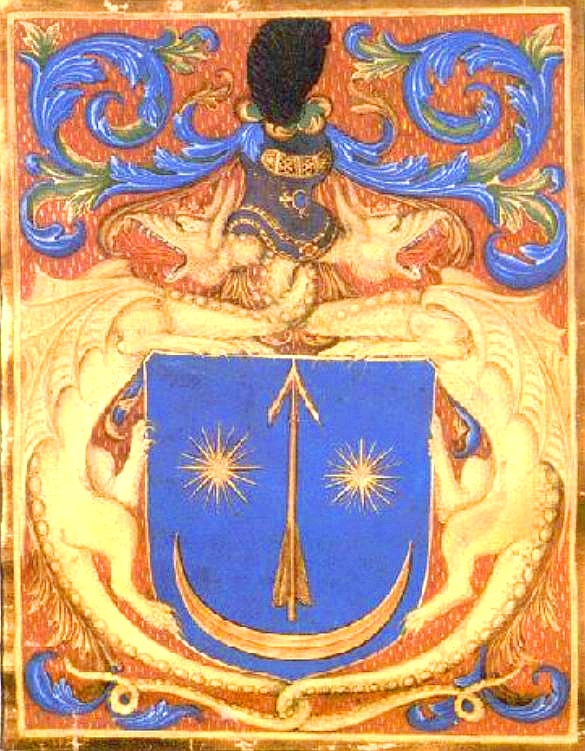
Герб Драґо-Сас

## Життєпис
До часу занепаду королівства Русі, Молдавські землі називались Русо-Влахія і входили до складу Руського королівства.

У першого князя (господаря) Молдови Драгоша I було двоє синів: Сас, господар Молдови і Ґула (Джула) з Джулешти, князь Мармарощини. 

У князя (господаря) Саса було четверо синів: Балк, Драґо, Драгомир і Степан.
Балк був обраний воєводою Молдови в 1363 році після смерті свого батька Саса. Того ж року Богдан, повсталий воєвода Марамороського повіту, окупував Молдову і проголосив себе господарем держави. Князь Балк, Драґо, разом з іншими братами, прагнув повернути владу й звернувся за допомогою до Угорського короля. Людовік I послав проти Богдана I військо, але той розгромив експедицію, надіслану Людовіком, і Балку та Драґо довелося повернутися до Мармарощини та Закарпаття.
Балк і Драґо стали князями (воєводами) Мармарощини з 1365 року. Заснували православний монастир в Пері.

Був графом Секелів з 1387 до 1390 р.
Востаннє в документах згадується 1395 року, в рік смерті князя Балка. 
Драґо є родоначальником шляхетної родини Драґфи з Бельтюг (Drágffy, Drágffy de Béltek або Bélteki Drágffy).